# Graben (Baviera)
Graben es un municipio situado en el distrito de Augsburgo, en el estado federado de Baviera (Alemania), con una población a finales de 2016 de unos 3878 habitantes.
Se encuentra ubicado al suroeste del estado, en la región de Suabia, cerca de la frontera con el estado de Baden-Wurtemberg y a unos 50 kilómetros al oeste de la ciudad de Múnich. 